# المحمودلي (الرقة)
المحمودلي قرية سورية تتبع ناحية الجرنية في منطقة الثورة في محافظة الرقة. بلغ عدد سكانها 2713 نسمة في عام 2004 حسب إحصاء المكتب المركزي للإحصاء.